# 雪山鼠尾草
雪山鼠尾草（学名：Salvia evansiana）为唇形科鼠尾草属的植物，是中国的特有植物。分布于中国大陆的云南、四川等地，生长于海拔3,400米至4,200米的地区，常生于高山草地、山坡和林下。

## 别名
埃望鼠尾（中国植物学杂志、第三卷）、紫花丹参（云南丽江）

## 变种
- 葶花雪山鼠尾草（学名：Salvia evansiana var. scaposa），分布在中国大陆的云南等地，生长于海拔3,400米至4,270米的地区，常生于高山草甸上。